# Mistrzostwa Krajów Bałkańskich w Skokach Narciarskich 2012
Mistrzostwa Krajów Bałkańskich w Skokach Narciarskich 2012 – zawody w skokach narciarskich, mające na celu wyłonić najlepszych skoczków narciarskich na Bałkanach, które odbyły się od 10 do 12 lutego 2012 roku w rumuńskiej miejscowości Râșnov.
Na skoczni narciarskiej Trambulina Valea Cărbunării o punkcie konstrukcyjnym usytuowanym na 64 metrze zostały przeprowadzone dwa konkursy indywidualne mężczyzn. Początkowo planowano także rozegrać dwa konkursy indywidualne kobiet, jednak ostatecznie zrezygnowano z ich przeprowadzenia.
Organizatorem imprezy był Rumuński Związek Biathlonu i Narciarstwa (rum. Federatia Romana de Schi-Biatlon) przy współpracy z miastem Râșnov. W zawodach wzięli udział przedstawiciele trzech krajów – Rumunii (12 skoczków), Holandii (2 skoczków) oraz Ukrainy (4 skoczków). Początkowo w rywalizacji mieli wziąć udział także Bułgarzy, jednak z powodu niekorzystnych warunków atmosferycznych nie byli oni w stanie dotrzeć na czas. Wszystkie medale zdobyli reprezentanci Rumunii. Remus Tudor i Iulian Pîtea zdobyli po 2 medale (1 złoty i 1 srebrny), a Eduard Torok i Valentin Tatu po 1 brązowym medalu.
Mistrzostwa Krajów Bałkańskich w Skokach Narciarskich 2012, podobnie jak Mistrzostwa Krajów Bałkańskich w Biegach Narciarskich 2012, Mistrzostwa Krajów Bałkańskich w Biathlonie 2012, Mistrzostwa Krajów Bałkańskich w Narciarstwie Alpejskim 2012 oraz Mistrzostwa Krajów Bałkańskich w Snowboardingu 2012, zostały przeprowadzone jako test przed Zimowym Olimpijskim Festiwalem Młodzieży Europy, który odbył się rok później w Râșnovie. Zawody te zostały rozegrane przy współpracy z Międzynarodową Federacją Narciarską, która delegowała na nie Austriaka Paula Ganzenhübera, który pełnił rolę szefa zawodów oraz sędziów z Austrii, Czech i Niemiec, którzy oceniali styl oddawanych skoków. Były to pierwsze tego typu zawody od ponad dwudziestu lat.
Podczas drugiego konkursu skokiem na odległość 70 metrów nowy rekord skoczni ustanowił Remus Tudor.

## Wyniki
I konkurs indywidualny mężczyzn
| Msc. | Zawodnik           | Państwo  | Odl. 1 | Odl. 2 | Punkty |
| ---- | ------------------ | -------- | ------ | ------ | ------ |
| 1    | Iulian Pîtea       | Rumunia  | 63,5   | 65,5   | 207,9  |
| 2    | Remus Tudor        | Rumunia  | 63,5   | 68,0   | 206,9  |
| 3    | Eduard Torok       | Rumunia  | 60,0   | 63,5   | 206,7  |
| 4    | Rico de Jong       | Holandia | 62,5   | 62,0   | 204,6  |
| 5    | Valentin Tatu      | Rumunia  | 57,0   | 64,5   | 198,9  |
| 6    | Stepan Pasicznyk   | Ukraina  | 59,0   | 60,0   | 192,4  |
| 7    | Szilveszter Kozma  | Rumunia  | 64,0   | 63,0   | 190,1  |
| 8    | Ștefan Blega       | Rumunia  | 59,0   | 60,0   | 188,9  |
| 9    | Adrian Vornicu     | Rumunia  | 55,0   | 59,0   | 181,4  |
| 10   | Serhij Małyszczyk  | Ukraina  | 54,0   | 59,0   | 173,0  |
| 11   | Szilard Gal        | Rumunia  | 53,0   | 54,5   | 165,8  |
| 12   | Alexandru Mocăniţă | Rumunia  | 49,5   | 59,5   | 162,9  |
| 13   | Sorin Mitrofan     | Rumunia  | 50,0   | 56,0   | 152,2  |
| 14   | Ovidiu Băilă       | Rumunia  | 51,0   | 52,5   | 149,7  |
| 15   | Jarosław Komaryneć | Ukraina  | 51,5   | 54,0   | 149,5  |
| 16   | Joran de Schepper  | Holandia | 48,0   | 50,0   | 130,5  |
| 17   | Adrian Grigore     | Rumunia  | 44,0   | 48,5   | 121,8  |
| 18   | Andrij Pasicznyk   | Ukraina  | 45,0   | 47,5   | 116,8  |

II konkurs indywidualny mężczyzn
| Msc. | Zawodnik           | Państwo  | Odl. 1 | Odl. 2 | Punkty |
| ---- | ------------------ | -------- | ------ | ------ | ------ |
| 1    | Remus Tudor        | Rumunia  | 64,5   | 70,0   | 236,1  |
| 2    | Iulian Pîtea       | Rumunia  | 61,5   | 64,5   | 223,2  |
| 3    | Valentin Tatu      | Rumunia  | 60,5   | 68,0   | 218,7  |
| 4    | Rico de Jong       | Holandia | 62,5   | 63,5   | 211,2  |
| 5    | Eduard Torok       | Rumunia  | 60,5   | 62,5   | 209,5  |
| 6    | Ștefan Blega       | Rumunia  | 60,0   | 60,5   | 196,5  |
| 7    | Szilveszter Kozma  | Rumunia  | 57,0   | 63,0   | 191,3  |
| 8    | Stepan Pasicznyk   | Ukraina  | 59,5   | 58,5   | 190,5  |
| 9    | Serhij Małyszczyk  | Ukraina  | 58,5   | 60,0   | 189,2  |
| 10   | Adrian Vornicu     | Rumunia  | 59,0   | 52,5   | 174,4  |
| 11   | Alexandru Mocăniţă | Rumunia  | 55,0   | 55,0   | 168,8  |
| 12   | Szilard Gal        | Rumunia  | 52,5   | 53,0   | 161,0  |
| 13   | Sorin Mitrofan     | Rumunia  | 50,5   | 56,0   | 154,9  |
| 14   | Ovidiu Băilă       | Rumunia  | 51,5   | 51,0   | 146,3  |
| 15   | Jarosław Komaryneć | Ukraina  | 51,0   | 53,0   | 145,9  |
| 16   | Joran de Schepper  | Holandia | 50,5   | 50,0   | 140,5  |
| 17   | Adrian Grigore     | Rumunia  | 49,0   | 49,0   | 137,5  |
| 18   | Andrij Pasicznyk   | Ukraina  | 49,5   | 46,5   | 125,7  |